# Caiophora silvestris
Caiophora silvestris là một loài thực vật có hoa trong họ Loasaceae. Loài này được (Poepp.) Urb. & Gilg mô tả khoa học đầu tiên năm 1900.